# GeForce 300
A série GeForce 300 é uma família de unidades de processamento gráfico baseadas em Tesla desenvolvidas pela Nvidia, lançadas pela primeira vez em novembro de 2009. Suas placas são rebrands das placas da série GeForce 200, disponíveis apenas para OEMs. Todas as GPUs da série suportam Direct3D 10.1, exceto a GT 330 (Direct3D 10.0).

## História
Em 27 de novembro de 2009, a Nvidia lançou sua primeira placa de vídeo da série GeForce 300, a GeForce 310. No entanto, esta placa é uma remarcação de um dos modelos mais antigos da Nvidia (a GeForce 210) e não é baseada na arquitetura Fermi mais recente.
Em 2 de fevereiro de 2010, a Nvidia anunciou o lançamento das GeForce GT 320, GT 330 e GT 340, disponíveis apenas para OEMs. A Geforce GT 340 é simplesmente uma GT 240 rebatizada, compartilhando exatamente as mesmas especificações, enquanto as GT 320 e 330 eram placas mais novas (embora ainda baseadas na arquitetura GT200b e G92b da geração anterior).

## Tabela de chipsets
| Modelo         | Laçamento              | Nome do código | Fab (nm)   | Transistores (Milhões) | Tamanho da matriz (mm2) | interface de Barramento | Core config | Taxa de clock | Taxa de clock | Taxa de clock | Taxa de preenchimento | Taxa de preenchimento | Configuração de memória | Configuração de memória | Configuração de memória | Configuração de memória     | Poder de processamento (GFLOPS) | TDP (Watts) | Comentários                                                         |
| Modelo         | Laçamento              | Nome do código | Fab (nm)   | Transistores (Milhões) | Tamanho da matriz (mm2) | interface de Barramento | Core config | Core (MHz)    | Shader (MHz)  | Memória (MHz) | Pixel (GP/s)          | Textura (GT/s)        | Tamanho (MB)            | largura de banda (GB/s) | Tipo de DRAM            | Largura de barramento (bit) | precisão única                  | TDP (Watts) | Comentários                                                         |
| -------------- | ---------------------- | -------------- | ---------- | ---------------------- | ----------------------- | ----------------------- | ----------- | ------------- | ------------- | ------------- | --------------------- | --------------------- | ----------------------- | ----------------------- | ----------------------- | --------------------------- | ------------------------------- | ----------- | ------------------------------------------------------------------- |
| GeForce 310    | 27 de novembro de 2009 | GT218          | TSMC 40 nm | 260                    | 57                      | PCIe 2.0 x16            | 16:8:4      | 589           | 1402          | 1000          | 2.356                 | 4.712                 | 512                     | 8                       | DDR2                    | 64                          | 44.8                            | 30.5        | Cartão OEM, semelhante ao Geforce 210                               |
| GeForce 315    | fevereiro de 2010      | GT216          | TSMC 40 nm | 486                    | 100                     | PCIe 2.0 x16            | 48:16:4     | 475           | 1100          | 1580          | 3.8                   | 7.6                   | 512                     | 12.6                    | DDR3                    | 64                          | 105.6                           | 33          | Cartão OEM, semelhante ao Geforce GT220                             |
| GeForce GT 320 | fevereiro de 2010      | GT215          | TSMC 40 nm | 727                    | 144                     | PCIe 2.0 x16            | 72:24:8     | 540           | 1302          | 1580          | 4.32                  | 12.96                 | 1024                    | 25.3                    | GDDR3                   | 128                         | 187.5                           | 43          | Cartão OEM                                                          |
| GeForce GT 330 | fevereiro de 2010      | GT215-301-A3   | TSMC 40 nm | 727                    | 144                     | PCIe 2.0 x16            | 96:32:8     | 550           | 1350          |               | 4.40                  | 17.60                 | 512                     | 32.00                   | GDDR3                   | 128                         | 257.3                           | 75          | As especificações variam dependendo do OEM, semelhante ao GT230 v2. |
| GeForce GT 330 | fevereiro de 2010      | G92            | TSMC 40 nm | 727                    | 144                     | PCIe 2.0 x16            | 96:32:8     | 500           | 1250          |               | 4.000                 | 24.00                 | 256                     | 51.20                   | GDDR3                   | 256                         | 240.0                           | 75          | As especificações variam dependendo do OEM, semelhante ao GT230 v2. |
| GeForce GT 330 | fevereiro de 2010      | G92B           | TSMC 40 nm | 727                    | 144                     | PCIe 2.0 x16            | 96:32:16    | 500           | 1250          |               | 8.000                 | 24.00                 | 1024                    | 16.32                   | DDR2                    | 128                         | 240.0                           | 75          | As especificações variam dependendo do OEM, semelhante ao GT230 v2. |
| GeForce GT 340 | fevereiro de 2010      | GT215          | TSMC 40 nm | 727                    | 144                     | PCIe 2.0 x16            | 96:32:8     | 550           | 1340          | 3400          |                       |                       | 512 1024                | 54.4                    | GDDR5                   | 128                         | 257.3                           | 69          | Cartão OEM, semelhante ao GT240                                     |

1. ↑  Shaders Unificados: Unidades de Mapeamento de Textura: Unidades de Saída de Renderização
2. ↑  TPara calcular o poder de processamento, consulte Microarquitetura Tesla)#Performance.

## Suporte descontinuado
A NVIDIA cessou o suporte de driver para a série GeForce 300 em 1 de abril de 2016.
- Windows XP 32-bit & Media Center Edition: versão 340.52 lançada em 29 de julho de 2014; Download
- Windows XP 64-bit: versão 340.52 lançada em 29 de julho de 2014; Download
- Windows Vista, 7, 8, 8.1 32-bit: versão 342.01 (WHQL) lançada em 14 de dezembro de 2016; Download
- Windows Vista, 7, 8, 8.1 64-bit: versão 342.01 (WHQL) lançada em 14 de dezembro de 2016; Download
- Windows 10, 32-bit: versão 342.01 (WHQL) lançada em 14 de dezembro de 2016; Download
- Windows 10, 64-bit: versão 342.01 (WHQL) lançada em 14 de dezembro de 2016; Download